# Statutory List of Buildings of Special Architectural or Historic Interest
Statutory List of Buildings of Special Architectural or Historic Interest is de lijst waarop vier Britse organisaties monumenten plaatsen. Het gaat om Historic England in Engeland, Cadw in Wales, Historic Scotland in Schotland en het Northern Ireland Environment Agency (NIEA) in Noord-Ierland. Een aantal gebouwen op de lijst, waaronder Stonehenge, worden beheerd door English Heritage.
Op de lijst staan gebouwen, bruggen, monumenten, beelden en oorlogsgedenktekens. Een object of bouwwerk op de lijst wordt aangeduid als listed building.
De lijst kent grofweg drie types:
- Grade I: gebouwen van buitengewoon belang[1]
- Grade II*: gebouwen van 'meer dan speciaal belang'[2]
- Grade II: belangrijke gebouwen van speciaal belang[3]

Een categorie Grade III werd in 1970 afgeschaft.
Schotland gebruikt verschillende termen, maar met gelijkend betekenis:
- Category A: gebouwen van nationaal of internationaal belang
- Category B: gebouwen van regionaal belang
- Category C: gebouwen van lokaal belang.

In juli 2009 stonden er ongeveer 373.000 monumenten op de lijst, waarvan 2,5% een Grade I-object.